# سیامانا
سیامانا (به ایتالیایی: Siamanna) یک کومونه در ایتالیا است که در استان اریستانو واقع شده‌است.

## خصوصیات
سیامانا ۲۸٫۳ کیلومترمربع مساحت و ۸۴۲ نفر جمعیت دارد.